# Aphis citricidus
O pulgão-preto-dos-citros (Aphis citricidus, outrora conhecido como Toxoptera citricida), por vezes conhecido por pulgão-marrom-dos-citros, é um inseto que causa danos significativos às plantações de citros, atuando como o principal vetor do vírus da tristeza dos citros. Trata-se de um pequeno inseto que se alimenta sugando a seiva das plantas, especialmente nos tecidos mais tenros, tais como brotações novas e botões florais, ocasionando enrolamento das folhas e podendo transmitir-lhes doenças. 
Tecnicamente, é inseto hemíptero da família Aphididae, que, assim, apresenta desenvolvimento direto a partir de ninfas que se parecem com os insetos adultos.

## Importância econômica
Vive em colônias, atraindo formigas, que se alimentam do melado secretado pelo pulgão e podem proteger a colônia. Atinge principalmente plantas jovens e brotações, causando danos como enrolamento de folhas e aparecimento de fumagina (mofo-negro). É o principal vetor do vírus da tristeza dos citros (CTV), uma doença devastadora para a citricultura, em escala internacional. Se alimenta da seiva de brotos novos e folhas, causando deformações e atraso no desenvolvimento. 
O pulgão espalhou o vírus pelos pomares de citros no Brasil e na Venezuela na década de 1970, levando à quase destruição da indústria cítrica local. 

## Controle
Este pulgão foi descoberto pela primeira vez no Novo Mundo nos anos 90, sendo bem conhecido do Velho Mundo há mais décadas. Todos os indivíduos são fêmeas partenogenéticas vivíparas durante todo o ano. As populações aumentam muito rapidamente quando as condições são favoráveis, de forma que foi estimado que um único pulgão poderia produzir mais de 4.400 descendentes em meras três semanas, na completa ausência de inimigos naturais.
Monitorar regularmente as plantas e realizar o controle quando necessário, principalmente em áreas com histórico de doenças transmitidas por pulgões. A maior infestação destes insetos ocorre principalmente em períodos de seca prolongada. 
Como medida conservativa, o oleo mineral pode ser utilizado para remover o melado produzido pelos insetos e reduzir sua população, mas é importante verificar a compatibilidade do produto com a cultura. No caso de usar insumos comerciais de controle, é importante utilizar produtos fitossanitários registrados para a cultura e seguir as recomendações técnicas. 
Controle biológico
O controle biológico com inimigos naturais como joaninhas e crisopídeos pode ajudar a reduzir a população de pulgões. 